# Mount Pleasant (berg i Australien, Australian Capital Territory)
Mount Pleasant är ett berg i Australien. Det ligger i territoriet Australian Capital Territory, i den sydöstra delen av landet, i huvudstaden Canberra. Toppen på Mount Pleasant är 663 meter över havet, eller 64 meter över den omgivande terrängen. Bredden vid basen är 1,4 km.
Runt Mount Pleasant är det ganska tätbefolkat, med 80 invånare per kvadratkilometer.. Närmaste större samhälle är Canberra, nära Mount Pleasant. 
Runt Mount Pleasant är det i huvudsak tätbebyggt. Genomsnittlig årsnederbörd är 990 millimeter. Den regnigaste månaden är februari, med i genomsnitt 169 mm nederbörd, och den torraste är maj, med 39 mm nederbörd.